# Eupherusa eximia
El colibrí colirrayado o colibrí cola rayada (Eupherusa eximia) es una especie de ave apodiforme de la familia Trochilidae —los colibríes—perteneciente al género  Eupherusa. Es nativa de  México y América Central.

## Distribución y hábitat
Se distribuye a lo largo de la vertiente caribeña desde el sur de México (desde el sur de Veracruz) hacia el sur por Belice, Guatemala, norte de El Salvador, Honduras hasta el norte de Nicaragua. También en ambas vertientes, caribeña y del Pacífico, en Costa Rica y el oeste de Panamá.
Esta especie es considerada bastante común en la mayor parte de su distribución en sus hábitats naturales: los bosques montanos húmedos siempreverdes, bordes de bosques, plantaciones y bosques semicaducifolios y de pinos siempreverdes. En altitudes entre 600 y 1800 m en México, pero desciende hasta cerca del nivel del mar cuando no se reproduce; en Honduras entre 1000 y 1800 m pero desciende hasta 300 m cuando no se reproduce y en Costa Rica entre 800 y 2000 m, con algunos que descienden hasta 300 m o ascienden hasta 2450 m.

## Descripción
Mide entre 8 y 10 cm de longitud. Es principalmente de color verde esmeralda iridiscente. Las secundarias son rufo. Las rectrices internas son verdes, pero los dos pares de rectrices externas son negras, con extenso blanco en las secciones internas. Las partes inferiores, y los lados de la cara, de la hembra son gris pálido. Al abrir la cola muestra sus líneas blancas.

## Sistemática

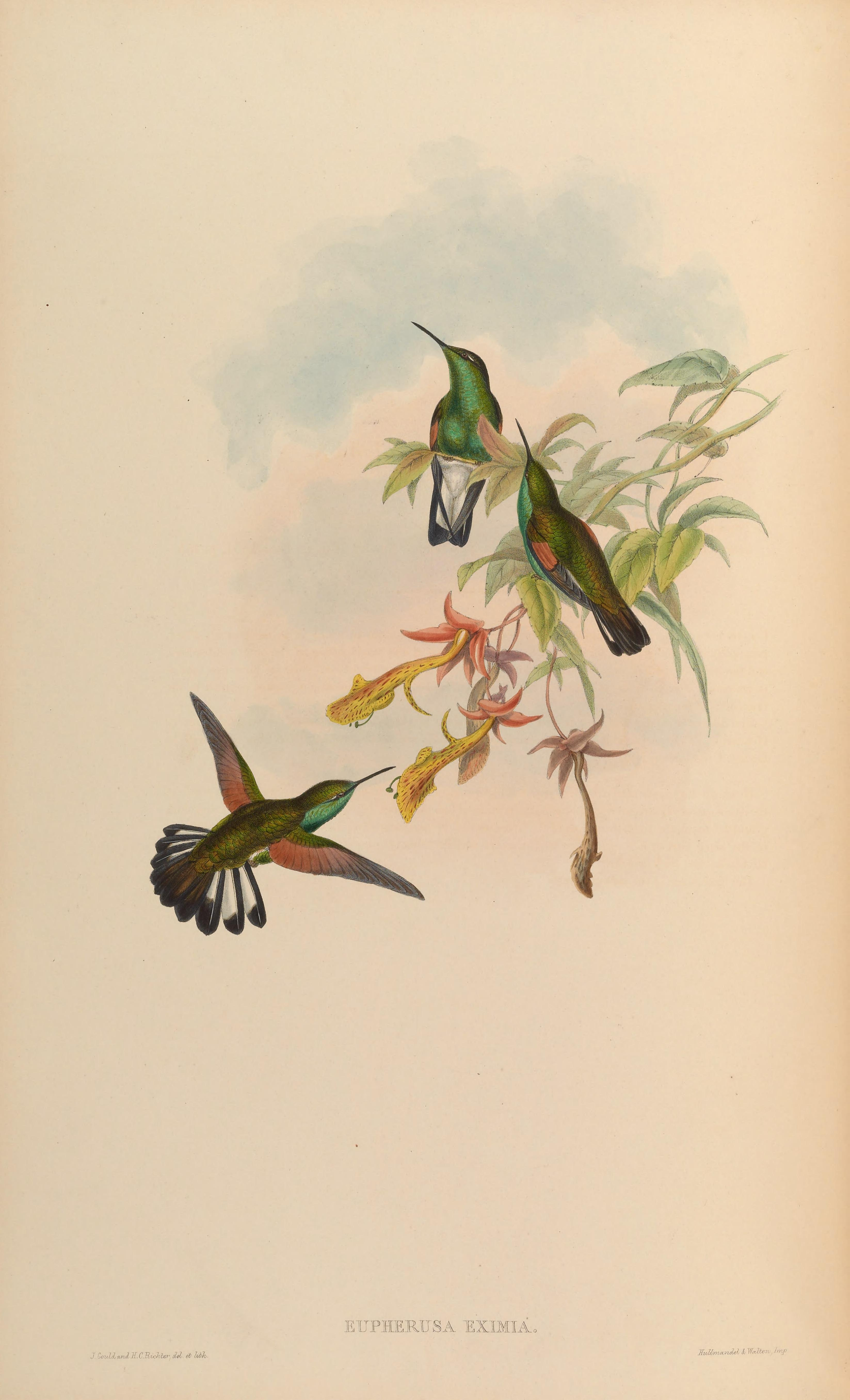
Eupherusa eximia, ilustración de Gould y Richter en A monograph of the Trochilidae, or family of humming-birds 5, 1861.

### Descripción original
La especie E. eximia fue descrita por primera vez por el ornitólogo francés Adolphe Delattre en 1843 bajo el nombre científico Ornismya eximia; su localidad tipo es: «Cobán, Guatemala».

### Etimología
El nombre genérico femenino «Eupherusa» se compone de las palabras del griego «eu» que significa ‘bueno’ y «pherō» que significa ‘llevar’, ‘cargar’; y el nombre de la especie «eximia» proviene del latín «eximius» que significa ‘selecto’, ‘distinguido’.

### Subespecies
Según las clasificaciones del Congreso Ornitológico Internacional (IOC) y Clements Checklist/eBird  se reconocen tres subespecies, con su correspondiente distribución geográfica:
- Eupherusa eximia nelsoni Ridgway, 1910 – este de México (suroeste de Veracruz, norte de Oaxaca).
- Eupherusa eximia eximia (Delattre), 1843 – extremo oriental de México (Chiapas) al sur a través de las tierras altas hasta el centro de Nicaragua.
- Eupherusa eximia egregia P.L. Sclater & Salvin, 1868 – tierras altas de Costa Rica y el oeste de Panamá.